# Graz Giants
I Graz Giants  sono una squadra di football americano di Graz, in Austria.

## Storia
La squadra è stata fondata nel marzo 1981. Da allora ha vinto 4 edizioni dell'EFAF Cup e 10 titoli nazionali.
Il loro campo casalingo è l'ASKÖ-Stadion di Graz.
Dal 2015, in seguito all'incorporazione delle Graz Black Widows (già 3 volte campionesse nazionali) disputano anche il campionato femminile.

## Dettaglio stagioni

### Amichevoli
| Stagione | Vin | Par | Per | Tot | PF | PS | avversaria        |
| -------- | --- | --- | --- | --- | -- | -- | ----------------- |
| 2006     | 1   | 0   | 0   | 1   | 14 | 12 | Budapest Wolves 2 |
| Totale   | 1   | 0   | 0   | 1   | 14 | 12 |                   |

### Tornei nazionali

#### Campionato

##### AFL
| Stagione | regular season | regular season | regular season | regular season | regular season | regular season | playoff | playoff | playoff | playoff | playoff | playoff       | playoff                    |
|          | Vin            | Par            | Per            | Tot            | PF             | PS             | Vin     | Per     | Tot     | PF      | PS      | risultato     | avversaria                 |
| -------- | -------------- | -------------- | -------------- | -------------- | -------------- | -------------- | ------- | ------- | ------- | ------- | ------- | ------------- | -------------------------- |
| 1984     | 6              | 0              | 2              | 8              | 268            | 67             | 1       | 1       | 2       | 56      | 47      | Austrian Bowl | Salzburg Lions             |
| 1985-86  | 6              | 0              | 2              | 8              | 260            | 130            | 2       | 0       | 2       | 47      | 14      | Campioni      | Vienna Vikings             |
| 1987     | 9              | 0              | 1              | 10             | ?              | ?              | 2       | 0       | 2       | 53      | 7       | Campioni      | Salzburg Lions             |
| 1988     | 8              | 0              | 0              | 8              | 347            | 96             | 2       | 0       | 2       | 87      | 29      | Campioni      | Vienna Vikings             |
| 1989     | 8              | 0              | 0              | 8              | 349            | 82             | 1       | 1       | 2       | 40      | 50      | Austrian Bowl | Salzburg Lions             |
| 1990     | 6              | 0              | 2              | 8              | 233            | 84             | 2       | 0       | 2       | 87      | 15      | Campioni      | Klosterneuburg Mercenaries |
| 2000     | 3              | 0              | 5              | 8              | 183            | 123            | 0       | 1       | 1       | 8       | 50      | Semifinale    | Vienna Vikings             |
| 2004     | 4              | 0              | 2              | 6              | 209            | 143            | 0       | 1       | 1       | 13      | 49      | Semifinale    | Tirol Raiders              |
| 2007     | 5              | 0              | 3              | 8              | 220            | 187            | 0       | 1       | 1       | 14      | 42      | Austrian Bowl | Vienna Vikings             |
| 2008     | 4              | 0              | 2              | 6              | 221            | 157            | 2       | 0       | 2       | 75      | 41      | Campioni      | Tirol Raiders              |
| 2009     | 5              | 0              | 3              | 8              | 269            | 220            | 1       | 1       | 2       | 54      | 50      | Austrian Bowl | Vienna Vikings             |
| 2010     | 4              | 0              | 2              | 6              | 227            | 150            | 0       | 1       | 1       | 51      | 58      | Semifinale    | Tirol Raiders              |
| 2011     | 5              | 0              | 1              | 6              | 198            | 98             | 0       | 1       | 1       | 14      | 19      | Semifinale    | Vienna Vikings             |
| 2012     | 6              | 0              | 4              | 10             | 358            | 249            | 0       | 1       | 1       | 42      | 48      | Semifinale    | Tirol Raiders              |
| 2013     | 6              | 0              | 4              | 10             | 365            | 248            | 0       | 1       | 1       | 42      | 52      | Semifinale    | Tirol Raiders              |
| 2014     | 1              | 0              | 7              | 8              | 186            | 257            | -       | -       | -       | -       | -       | -             | -                          |
| 2015     | 1              | 0              | 7              | 8              | 190            | 292            | -       | -       | -       | -       | -       | -             | -                          |
| 2016     | 9              | 0              | 1              | 10             | 236            | 156            | 1       | 1       | 2       | 14      | 54      | Austrian Bowl | Tirol Raiders              |
| 2017     | 6              | 0              | 4              | 10             | 343            | 209            | 0       | 1       | 1       | 21      | 28      | Wild Card     | Danube Dragons             |
| 2018     | 6              | 0              | 4              | 10             | 333            | 240            | 1       | 1       | 2       | 49      | 56      | Semifinale    | Vienna Vikings             |
| 2019     | 5              | 0              | 5              | 10             | 335            | 221            | 0       | 1       | 1       | 17      | 24      | Wild Card     | Danube Dragons             |
| 2020     | 0              | 0              | 3              | 3              | 61             | 122            | -       | -       | -       | -       | -       | Secondo posto | Vienna Vikings             |
| 2021     | 4              | 0              | 4              | 8              | 235            | 204            | 0       | 1       | 1       | 18      | 21      | Semifinale    | Vienna Vikings             |
| 2022     | 3              | 0              | 7              | 10             | 241            | 300            | -       | -       | -       | -       | -       | -             | -                          |
| 2023     | 8              | 0              | 2              | 10             | 354            | 173            | 0       | 1       | 1       | 23      | 27      | Semifinale    | Vienna Dragons             |
| Totale   | 128            | 0              | 77             | 205            | 6223+?         | 5106+?         | 15      | 16      | 31      | 825     | 781     |               |                            |

Fonti: Enciclopedia del Football - A cura di Massimo Mezzetti

##### Austrian Football Division Ladies/AFL - Division Ladies
| Stagione | regular season | regular season | regular season | regular season | regular season | regular season | playoff | playoff | playoff | playoff | playoff | playoff   | playoff    |
|          | Vin            | Par            | Per            | Tot            | PF             | PS             | Vin     | Per     | Tot     | PF      | PS      | risultato | avversaria |
| -------- | -------------- | -------------- | -------------- | -------------- | -------------- | -------------- | ------- | ------- | ------- | ------- | ------- | --------- | ---------- |
| 2015     | 0              | 0              | 4              | 4              | 9              | 196            | -       | -       | -       | -       | -       | -         | -          |
| 2016     | 2              | 0              | 2              | 4              | 117            | 66             | -       | -       | -       | -       | -       | -         | -          |
| 2017     | 0              | 0              | 6              | 6              | 25             | 226            | -       | -       | -       | -       | -       | -         | -          |
| Totale   | 2              | 0              | 12             | 14             | 151            | 488            | -       | -       | -       | -       | -       |           |            |

Fonti: Enciclopedia del Football - A cura di Massimo Mezzetti

##### Austrian Football Division 2/AFL - Division II
| Stagione | regular season | regular season | regular season | regular season | regular season | regular season | playoff | playoff | playoff | playoff | playoff | playoff    | playoff          |
|          | Vin            | Par            | Per            | Tot            | PF             | PS             | Vin     | Per     | Tot     | PF      | PS      | risultato  | avversaria       |
| -------- | -------------- | -------------- | -------------- | -------------- | -------------- | -------------- | ------- | ------- | ------- | ------- | ------- | ---------- | ---------------- |
| 2009     | 0              | 0              | 6              | 6              | 71             | 246            | -       | -       | -       | -       | -       | -          | -                |
| 2010     | 4              | 0              | 2              | 6              | 178            | 134            | 0       | 1       | 1       | 21      | 28      | Semifinale | Tirol Raiders JV |
| 2011     | 2              | 0              | 4              | 6              | 109            | 133            | -       | -       | -       | -       | -       | -          | -                |
| 2018     | 4              | 0              | 4              | 8              | 190            | 202            | 0       | 1       | 1       | 7       | 16      | Semifinale | Vienna Warlords  |
| 2019     | 3              | 0              | 5              | 8              | 148            | 173            | -       | -       | -       | -       | -       | -          | -                |
| Totale   | 13             | 0              | 21             | 34             | 696            | 888            | 0       | 2       | 2       | 28      | 44      |            |                  |

Fonti: Enciclopedia del Football - A cura di Massimo Mezzetti

##### Austrian Football Division 3/AFL - Division III
| Stagione | regular season | regular season | regular season | regular season | regular season | regular season | playoff | playoff | playoff | playoff | playoff | playoff        | playoff          |
|          | Vin            | Par            | Per            | Tot            | PF             | PS             | Vin     | Per     | Tot     | PF      | PS      | risultato      | avversaria       |
| -------- | -------------- | -------------- | -------------- | -------------- | -------------- | -------------- | ------- | ------- | ------- | ------- | ------- | -------------- | ---------------- |
| 2008     | 4              | 0              | 2              | 6              | 118            | 116            | 1       | 1       | 2       | 35      | 59      | Challenge Bowl | Tirol Raiders JV |
| 2012     | 6              | 0              | 0              | 6              | 151            | 39             | 1       | 1       | 2       | 47      | 20      | Challenge Bowl | Vienna Knights   |
| 2013     | 4              | 0              | 2              | 6              | 166            | 108            | 0       | 1       | 1       | 20      | 46      | Semifinale     | Vienna Warlords  |
| 2014     | 5              | 0              | 1              | 6              | 198            | 101            | -       | -       | -       | -       | -       | -              | -                |
| 2015     | 3              | 0              | 3              | 6              | 134            | 203            | 0       | 1       | 1       | 0       | 73      | Semifinale     | Vienna Knights   |
| 2016     | 2              | 0              | 4              | 6              | 118            | 114            | -       | -       | -       | -       | -       | -              | -                |
| 2017     | 5              | 0              | 1              | 6              | 291            | 93             | 1       | 1       | 2       | 55      | 50      | Challenge Bowl | Pannonia Eagles  |
| Totale   | 29             | 0              | 13             | 42             | 1176           | 774            | 3       | 5       | 8       | 157     | 248     |                |                  |

Fonti: Enciclopedia del Football - A cura di Massimo Mezzetti

### Tornei internazionali

#### European Football League (1986-2013)
| Stagione | regular season | regular season | regular season | regular season | regular season | regular season | playoff | playoff | playoff | playoff | playoff | playoff          | playoff               |
|          | Vin            | Par            | Per            | Tot            | PF             | PS             | Vin     | Per     | Tot     | PF      | PS      | risultato        | avversaria            |
| -------- | -------------- | -------------- | -------------- | -------------- | -------------- | -------------- | ------- | ------- | ------- | ------- | ------- | ---------------- | --------------------- |
| 2004     | 1              | 0              | 1              | 2              | 51             | 69             | -       | -       | -       | -       | -       | -                | -                     |
| 2008     | 1              | 0              | 1              | 2              | 61             | 41             | 1       | 1       | 2       | 73      | 65      | Semifinale       | Tirol Raiders         |
| 2009     | -              | -              | -              | -              | -              | -              | 1       | 1       | 2       | 53      | 41      | Semifinale       | Flash de La Courneuve |
| 2010     | -              | -              | -              | -              | -              | -              | 1       | 1       | 2       | 56      | 69      | Semifinale       | Vienna Vikings        |
| 2011     | -              | -              | -              | -              | -              | -              | 1       | 1       | 2       | 71      | 56      | Semifinale       | Berlin Adler          |
| 2012     | -              | -              | -              | -              | -              | -              | 0       | 1       | 1       | 14      | 19      | Quarti di finale | Calanda Broncos       |
| 2013     | 1              | 0              | 0              | 1              | 27             | 21             | 0       | 1       | 1       | 31      | 35      | Quarti di finale | Berlin Adler          |
| Totale   | 3              | 0              | 2              | 5              | 139            | 131            | 4       | 6       | 10      | 298     | 285     |                  |                       |

Fonti: Enciclopedia del Football - A cura di Massimo Mezzetti

#### Central European Football League
| Stagione | regular season | regular season | regular season | regular season | regular season | regular season | playoff | playoff | playoff | playoff | playoff | playoff   | playoff        |
|          | Vin            | Par            | Per            | Tot            | PF             | PS             | Vin     | Per     | Tot     | PF      | PS      | risultato | avversaria     |
| -------- | -------------- | -------------- | -------------- | -------------- | -------------- | -------------- | ------- | ------- | ------- | ------- | ------- | --------- | -------------- |
| 2016     | 2              | 0              | 0              | 2              | 60             | 20             | 1       | 0       | 1       | 52      | 49      | Campioni  | Beograd Vukovi |
| Totale   | 2              | 0              | 0              | 2              | 60             | 20             | 1       | 0       | 1       | 52      | 49      |           |                |

Fonti: Enciclopedia del Football - A cura di Massimo Mezzetti

#### FED Cup
| Stagione | regular season | regular season | regular season | regular season | regular season | regular season | playoff | playoff | playoff | playoff | playoff | playoff   | playoff     |
|          | Vin            | Par            | Per            | Tot            | PF             | PS             | Vin     | Per     | Tot     | PF      | PS      | risultato | avversaria  |
| -------- | -------------- | -------------- | -------------- | -------------- | -------------- | -------------- | ------- | ------- | ------- | ------- | ------- | --------- | ----------- |
| 1998     | -              | -              | -              | -              | -              | -              | 0       | 1       | 1       | 34      | 48      | Finale    | Hanau Hawks |
| Totale   | -              | -              | -              | -              | -              | -              | 0       | 1       | 1       | 34      | 48      |           |             |

Fonti: Enciclopedia del Football - A cura di Massimo Mezzetti

### Tornei locali

#### Styrian Indoor Bowl
| Stagione | regular season | regular season | regular season | regular season | regular season | regular season | playoff | playoff | playoff | playoff | playoff | playoff   | playoff    |
|          | Vin            | Par            | Per            | Tot            | PF             | PS             | Vin     | Per     | Tot     | PF      | PS      | risultato | avversaria |
| -------- | -------------- | -------------- | -------------- | -------------- | -------------- | -------------- | ------- | ------- | ------- | ------- | ------- | --------- | ---------- |
| 2020     | 1              | 0              | 1              | 2              | 42             | 53             | -       | -       | -       | -       | -       | -         | -          |
| Totale   | 1              | 0              | 1              | 2              | 42             | 53             | -       | -       | -       | -       | -       |           |            |

Fonti: Enciclopedia del Football - A cura di Massimo Mezzetti

### Riepilogo fasi finali disputate
| Anno           | Luogo                    | Evento                       | Fase del torneo  | Incontro                                 | Risultato    |
| 3 luglio 1984  | Salisburgo               | AFL                          | Austrian Bowl    | Salzburg Lions - Graz Giants             | 27 - 10      |
| 28 giugno 1986 | Salisburgo               | AFL                          | Austrian Bowl    | Graz Giants - Vienna Vikings             | 31 - 12      |
| 5 luglio 1987  | Vienna                   | AFL                          | Austrian Bowl    | Graz Giants - Salzburg Lions             | 20 - 0       |
| 3 luglio 1988  | Vienna                   | AFL                          | Austrian Bowl    | Graz Giants - Vienna Vikings             | 33 - 15      |
| 1º luglio 1989 | Salisburgo               | AFL                          | Austrian Bowl    | Graz Giants - Salzburg Lions             | 0 - 34       |
| 1º luglio 1990 | Linz                     | AFL                          | Austrian Bowl    | Graz Giants - Klosterneuburg Mercenaries | 59 - 7       |
| 1998           |                          | Fed Cup                      | Finale           | Hanau Hawks - Graz Giants                | 48 - 34      |
| 8 luglio 2000  | Vienna                   | AFL                          | Semifinale       | Vienna Vikings - Graz Giants             | 50 - 8       |
| 3 luglio 2004  |                          | AFL                          | Semifinale       | Tirol Raiders - Graz Giants              | 49 - 13      |
| 14 luglio 2007 | Vienna                   | AFL                          | Austrian Bowl    | Vienna Vikings - Graz Giants             | 42 - 14      |
| 31 maggio 2008 | Wattens                  | EFL                          | Semifinale       | Tirol Raiders - Graz Giants              | 56 - 49      |
| 27 giugno 2008 | Wolfsberg                | AFL                          | Austrian Bowl    | Graz Giants - Tirol Raiders              | 31 - 21      |
| 29 giugno 2008 |                          | Austrian Football Division 3 | Challenge Bowl   | Tirol Raiders JV - Graz Giants 2         | 45 - 15      |
| 13 giugno 2009 | La Courneuve             | EFL                          | Semifinale       | Flash de La Courneuve - Graz Giants      | 35 - 33      |
| 18 luglio 2009 | Graz                     | AFL                          | Austrian Bowl    | Graz Giants - Vienna Vikings             | 19 - 22      |
| 6 giugno 2010  | Vienna                   | EFL                          | Semifinale       | Vienna Vikings - Graz Giants             | 38 - 22      |
| 13 giugno 2010 |                          | Austrian Football Division 2 | Semifinale       | Tirol Raiders JV - Graz Giants 2         | 28 - 21      |
| 26 giugno 2010 | Innsbruck                | AFL                          | Semifinale       | Tirol Raiders - Graz Giants              | 58 - 51 o.t. |
| 28 maggio 2011 | Berlino                  | EFL                          | Semifinale       | Berlin Adler - Graz Giants               | 32 - 30      |
| 12 giugno 2011 | Vienna                   | AFL                          | Semifinale       | Vienna Vikings - Graz Giants             | 19 - 14      |
| 26 maggio 2012 | Graz                     | EFL                          | Quarti di finale | Graz Giants - Calanda Broncos            | 14 - 19      |
| 16 giugno 2012 |                          | Austrian Football Division 3 | Challenge Bowl   | Vienna Knights 2 - Graz Giants 2         | 8 - 6        |
| 14 luglio 2012 |                          | AFL                          | Semifinale       | Tirol Raiders - Graz Giants              | 48 - 42      |
| 25 maggio 2013 | Berlino                  | EFL                          | Quarti di finale | Berlin Adler - Graz Giants               | 35 - 31      |
| 22 giugno 2013 |                          | Austrian Football Division 3 | Semifinale       | Vienna Warlords - Graz Giants 2          | 46 - 20      |
| 13 luglio 2013 |                          | AFL                          | Semifinale       | Tirol Raiders - Graz Giants              | 52 - 49      |
| 6 giugno 2015  |                          | AFL - Division III           | Semifinale       | Vienna Knights - Graz Giants 2           | 73 - 0       |
| 3 luglio 2016  | Graz                     | CEFL                         | CEFL Bowl        | Graz Giants - Beograd Vukovi             | 52 - 49      |
| 23 luglio 2016 | Klagenfurt am Wörthersee | AFL                          | Austrian Bowl    | Graz Giants - Tirol Raiders              | 7 - 51       |
| 15 luglio 2017 | Graz                     | AFL                          | Wild Card        | Graz Giants - Danube Dragons             | 21 - 28      |
| 22 luglio 2017 | Baumgarten               | AFL - Division III           | Challenge Bowl   | Pannonia Eagles - Graz Giants 2          | 40 - 30      |
| 8 luglio 2018  |                          | AFL                          | Semifinale       | Vienna Vikings - Graz Giants             | 35 - 21      |
| 14 luglio 2018 |                          | AFL - Division II            | Semifinale       | Vienna Warlords - Graz Giants 2          | 16 - 7       |
| 6 luglio 2019  |                          | AFL                          | Wild Card        | Danube Dragons - Graz Giants             | 24 - 17      |
| 18 luglio 2021 | Vienna                   | AFL                          | Semifinale       | Vienna Vikings - Graz Giants             | 21 - 18      |
| 16 luglio 2023 | Vienna                   | AFL                          | Semifinale       | Vienna Dragons - Graz Giants             | 27 - 23      |

## Palmarès
- 3 EFAF Cup (2002, 2006, 2007)
- 1 CEFL Bowl (2016)
- 10 Austrian Bowl (1986-1988, 1990-1992, 1995, 1997, 1998, 2008)
- 5 College Bowl (1990, 1994, 1995, 2001, 2011)
- 1 Jugend Bowl (1999)